# 大分県立大分豊府中学校・高等学校
大分県立大分豊府中学校・高等学校（おおいたけんりつ おおいたほうふちゅうがっこう・こうとうがっこう）は、大分県大分市大字羽屋にある公立中学校・高等学校。併設型中高一貫校で、高等学校は全日制課程普通科を設置している。

## 概観
大分川にかかる府内大橋の近くにある大分県立の高等学校・中学校である。2007年度に校地内に中学校が設けられ、公立としては大分県内で最初の併設型中高一貫校に移行した。高校は純粋な新設校としては大分県内で最も新しい普通科高校である。中学校は、県内で唯一の県立中学校である。

## 設置学科

### 高校
- 全日制課程
  - 普通科

学級数 7、定員 280人（2017年度）[2]。

## 沿革
- 1985年（昭和60年）
  - 4月1日 - 大分県教育庁内に大分新設高等学校設立準備室を設置。
  - 10月5日 - 校名を大分県立大分豊府高等学校と決定。
- 1986年（昭和61年）
  - 3月 - 大分雄城台高校、大分南高校との合同選抜による入学試験を実施[3]。
  - 4月1日 - 大分県立大分豊府高等学校開校。
- 1995年（平成7年）
  - 3月 - 入学試験を単独選抜に変更[4]。
  - 9月30日 - 創立10周年記念式典挙行。
- 1997年（平成9年）4月8日 - 65分授業・2期制を導入。
- 2000年（平成12年）11月21日 - 創立15周年記念式典挙行。
- 2005年（平成17年）
  - 3月9日 - 大分県教育委員会が「高校改革推進計画」を公表。大分豊府高校への中高一貫教育の導入が決定される[4]。
  - 9月29日 - 創立20周年記念式典挙行。
- 2006年（平成18年）
  - 4月1日 - 大分豊府高校内に県立中学校開校準備室を設置[4]。
  - 8月1日 - 大分県立大分豊府中学校開設[4]。
- 2007年（平成19年）4月11日 - 大分県立大分豊府中学校が開校し、併設型中高一貫教育校に移行。
- 2016年（平成28年）10月1日 - 中学校10周年・高等学校30周年記念式典挙行。

## 教育

### 教育目標
自己の存在感が確かめられる充実した学校生活を通して、未来を指向し、豊かな人間性、創造的な知性とたくましさをそなえた国際性に富む人間の育成に努める。

### 高校
- 65分・2学期制を導入していた[4]
  - 1997年度〜「65分授業・2期制」を導入[要出典]。
  - 2007年度〜「50分授業・2期制」に移行[要出典]。
  - 2010年度〜「50分授業・3期制」に移行[要出典]。
- 高校2年次に、英語だけで一日を過ごすイングリッシュセミナー（ES）を行っていた[5]。

#### 進路状況
- 2017年度の大学合格状況は、以下の通り（既卒者を含む）[6]。
  - 国公立大学170名（京都大学1名、大阪大学3名、神戸大学4名、九州大学5名、熊本大学21名、大分大学42名、北九州市立大学14名等）
  - 私立大学266名（早稲田大学6名、明治大学9名、東京理科大学9名、立命館大学17名、福岡大学22名、西南学院大学43名等）。

### 中学

#### 教育課程
一般の公立中学の課程に加えて下記の教育課程が存在する。
- 公立中学校の標準年間授業時数（980時間）より多い1,050-1,200時間の授業を実施している[7]。
- 1-2年次に、国語・英語によってコミュニケーション能力の育成をはかる学校独自教科「コミュニケーション」を実施している[7]。また、3年次には学校独自教科「ファウンデーション」を実施している[8]。
- 毎朝の授業前に、「朝読書」、「基礎英語」、「基礎学力トレーニング」（国語の語彙力トレーニング及び数学の計算力トレーニングを隔日で実施）を行う「豊府タイム」を設けている[7]。(現在は、教員の働き方改革等の理由により、実施していない)。
- 各学年で年1回、2泊3日を基本とする豊府チャレンジキャンプ（HCC）がある。学力の向上や学習習慣の定着を目的とし、学外の施設に宿泊して、野外活動や長時間の学習を行う[7]。

指導の重点
- 生徒の発達段階に応じて具体的な目標を適切に設定させ、自らその実現に努める態度を育成することにより、達成感や成就感を味わわせ、進路目標を達成するための「進学力」、「就職力」の向上を図る[要出典]。
- 積極的に発展的な学習に取り組ませ、質の高い授業を展開するとともに、中高一貫教育校として特色ある教育課程を編成し、確かな学力を身につけさせる[要出典]。
- 中学生と高校生による異年齢集団の交流活動を推進することにより、豊かな人間性や社会性をはぐくむ[要出典]。
- 生命や人権を尊重する心を培うとともに、一人ひとりのよさを認め支え合う集団作りに努める[要出典]。
- 部活動を奨励し、心身の鍛練を通して、豊かな感性やたくましく生きる気力と体力を養う[要出典]。
- 地域や保護者との連携を図りながら、開かれた学校づくりを推進する[要出典]。

## 学校行事
- 12月：豊府鍋 - PTA主催で豚汁が振る舞われる[9]。
- 1月：百人一首大会 - 中高合同[10]。
- 2月：強歩大会[11] - 中学生、高校1年生、高校2年生が参加。中学女子は13km、中学男子・高校女子は17km、高校男子は22kmである。[要出典]

### 修学旅行
- 高校 - 2年次に実施。大分県内の公立高校で初めて海外への修学旅行を行った[4]。2016年度の行き先はグアムであった[12]。23年現在、円安等の影響により、国内旅行年が多くを占めている。
- 中学校 - 3年次に実施。2017年度の行き先は京都府等で、京都大学体験プログラム、国際交流プログラム等が行われた[13]。

### 豊饒祭
中学校・高校の文化行事・体育行事の総称である。日程や会場は年度によって異なるが、2016年度には以下の日程・会場で実施された。
- 豊饒祭文化の部 - 中高合同（一部高校のみ）の文化行事[14]
  - 8月31日（水） - 会場：大分豊府中学校・高等学校（中高合同）[15]
  - 9月1日（木） - 会場：iichiko総合文化センター グランシアタ（中高合同）
    - 中学校10周年・高校30周年記念式典・記念講演、部活動発表等

  - 9月2日（金） - 会場：高校体育館（高校のみ）[16]
- 豊饒祭体育の部 - 中高合同の体育行事[17]
  - 9月9日（金）
- 豊饒祭文化の部 Iris（アイリス） - 中学校のみの文化行事[18]
  - 11月18日（金） - 会場：中学校体育館
    - オープニング、英語暗唱、学年発表等

  - 11月21日（月） - 会場：iichiko総合文化センター 音の泉ホール
    - 合唱コンクール

## 施設
以下の施設がある。
- 高校
  - 普通教室棟
  - 昇降口棟
  - 管理棟
  - 高校体育館
- 中学
  - 中学棟
  - 中学体育館
- 共用[20]
  - 特別教室棟
  - グラウンド
- 中学棟と中学体育館は道路を跨ぐ渡り廊下（躍志橋）で結ばれている。その他の校舎・体育館も渡り廊下で連絡されており、靴を履き替えることなく移動できる[19]。
- 学生食堂及び購買部が設けられている[20][19]。
- 入学式[21]、始業式[22]、終業式は高校体育館で中高合同で開かれるが[23]、卒業式は中高別々に違う日に開かれる[24][25]。
- 中高共用の自習室「MY WAY ROOM」がある[20]。高校23期生の卒業記念品として、以前は視聴覚教室として利用されていた教室を「MY WAY ROOM」という自習室として整備した（以前は本格的な自習室は無かった）。また高校26期生の卒業記念品として職員室前に質問ブースを設置したり、進路指導室前に自習スペースを整備するなど生徒がより学びやすい空間を提供している。[要出典]
- 中学校では、普通教室に電子黒板又は電子黒板機能付きプロジェクタが配置されている。また、教師には1人1台のiPadが配置されるとともに、生徒用にもiPadが配置されている[8]。
- 中庭は、4月に新入生勧誘のために書道部等のパフォーマンスが行われるなど生徒間で重要な場となっている。2012年度に「Can doスクエア」に名付けられた。[要出典]
- 高校22期生の卒業記念品として、中庭に電光掲示板が設置されている。毎朝、学年別の行事の案内や行事までのカウントダウンが表示される。[要出典]

### 部活動

#### 高等学校
- 体育部
  - 硬式野球、陸上、サッカー、バスケットボール、卓球、バレーボール、柔道、硬式テニス、弓道、フェンシング、ソフトテニス、カヌー

- 文化部
  - 吹奏楽、演劇、美術、書道、茶道、放送、将棋、自然科学

- 同好会
  - ダンス、剣道、水泳、クイ研[26]

フェンシング部は1991年に同好会としてスタート、翌年の1992年に部として昇格。1999年、全国高等学校選抜フェンシング大会で男子団体（監督：窪田一真・選手：高井良尚平・蓑田智博・草野洋介・高井良祐紀）が初優勝、1999年、全国高等学校総合体育大会フェンシング競技大会・男子個人種目エペで草野洋介が優勝、2000年、全国高等学校総合体育大会フェンシング競技大会で女子団体（監督：安東健司・選手：永楽香織・荻祥子・後藤奈美子・酒井里実・坂本芳恵）が優勝、2008年の全国高等学校総合体育大会フェンシング競技大会で男子団体が優勝。2018年、全国高等学校総合体育大会フェンシング競技大会・男子個人フルーレで中村太郎が優勝している。
校内には全国大会優勝記念碑として三基の石碑が校内に建てられている。

#### 中学校
体育部のうち弓道、柔道、フェンシング、陸上部とすべての文化部で中高合同で活動を行っている。
- 体育部
  - サッカー、バスケットボール、卓球、女子バレーボール、硬式テニス、フェンシング[28]
  - 軟式野球、陸上、柔道、弓道は廃部となった。
- 文化部
  - 吹奏楽、美術、演劇[28]
  - 演劇部は2015年（平成27年）、第61回全国高等学校演劇大会に出場し、『うさみくんのお姉ちゃん』で最優秀賞と創作脚本賞（中原久典）を受賞した。[29]
  - 書道、放送、茶道、新聞は廃部となった。

## 特色
- 中学校の給食はミルクのみで、昼食は弁当持参であるが、食堂を利用することもできる[20]。
- 制服は中高同じで女子はブレザーでブラウスには赤と青のラインが入っている（但し、リボンの色は違う）。男子は標準型学生服。[要出典]
- 携帯電話の持込は許可されていない（2007年度は携帯の持込が許可されていた。高校は禁止なので生徒総会で「校則も中高一貫にすべきだ」と意見が出された。しかし、後日、学校側は「発達状況の違い」から意見を受け入れなかった。2008年度以降は中高共に携帯の持込が許可されていない）。2016年度から電源を切り、校内での使用は禁止という形で持ち込みが許可された。[要出典]

## 著名な出身者
マスコミ
- 小田崇之（大分放送アナウンサー）[30]
- 工藤奈穂（フリーアナウンサー）[31]
- 佐々木一真（テレビ朝日アナウンサー）[32]

スポーツ
- 穴井さやか（柔道選手）[33]

芸能
- アカシモモカ（シンガーソングライター）[34]
- 佐藤哲夫(パンクブーブー、お笑い芸人)

## 交通
- 鉄道 - 最寄駅はJR豊肥本線敷戸駅、久大本線南大分駅及び古国府駅である。敷戸駅は豊後大野市・南大分駅は由布市からの通学者が、駅から自転車で通っている。[要出典]
- バス - 大分バス「府内大橋」停留所下車。